# Ivrea Basket Team
L'Ivrea Basket Team è la principale società di pallacanestro femminile di Ivrea.
Gioca al PalaCena.

## Storia
Ivrea è giunta per la prima volta in Serie A2 dopo lo spareggio del 22 maggio 2003 contro Marghera.
Nel 2003-04 si è classificata al nono posto. Nel 2005-06 si è salvata ai play-out battendo 2-1 la Meccanica Nova Bologna. Nel 2006-07 ha invece sconfitto per 2-0 il Basket Treviso, salvandosi al primo turno dei play-out. Al termine della stagione 2007-08 si classifica al 16º posto e retrocede in Serie B d'Eccellenza.